# Eksperyment kropli paku

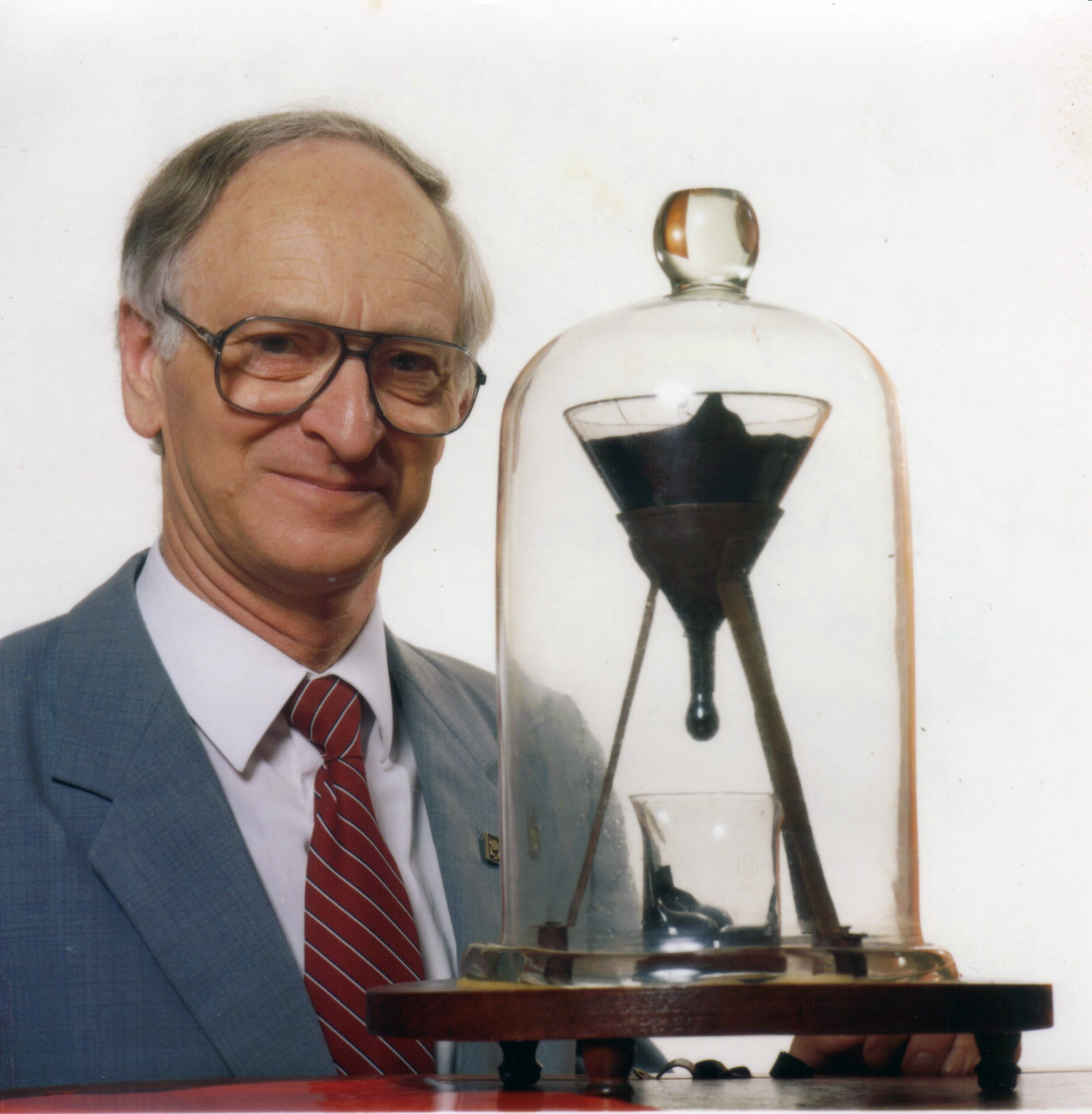
Eksperyment kropli paku i opiekun eksperymentu prof. John Mainstone. Zdjęcie zrobione w 1990 roku, dwa lata po spadnięciu siódmej kropli i 10 lat przed ósmą kroplą

Eksperyment kropli paku (znany też jako „Eksperyment kropli smoły”) – długoterminowy eksperyment, w czasie którego mierzona jest częstotliwość wypływu kropli paku węglowego z lejka.

## Eksperyment
Powolne spływanie paku w temperaturze pokojowej jest obserwowane przez dziesięciolecia. Eksperyment ma na celu udowodnienie, że pak w warunkach standardowych nie jest ciałem stałym (choć można go rozkruszyć młotkiem), lecz cieczą o ogromnej lepkości, która jednak pozwala na bardzo powolne płynięcie i formowanie kolejnej kropli w ciągu lat.
Najbardziej znanym eksperymentem tego typu jest rozpoczęty w 1927 roku przez profesora Thomasa Parnella z University of Queensland znajdującego się w Brisbane w Australii. Postanowił on udowodnić studentom, że niektóre substancje wydające się ciałem stałym, są w rzeczywistości cieczami o bardzo wysokiej lepkości. Wlał on roztopioną próbkę paku do zakorkowanego lejka i pozostawił na trzy lata, pozwalając wypełnić szczelnie nóżkę. W 1930 nóżka lejka została udrożniona, pozwalając pakowi wypływać. Uformowanie dużej kropli paku trwa ok. 10 lat. Twórca eksperymentu dożył upadku zaledwie drugiej kropli (zmarł w 1948). 28 listopada 2000 spadła ósma kropla, wtedy też oszacowano lepkość paku na ok. 230 miliardów razy większą od wody. Oczekuje się, że objętość paku w lejku wystarczy na kontynuowanie eksperymentu przez przeszło kolejnych 100 lat.
Eksperyment jest zapisany w Księdze rekordów Guinnessa jako najdłużej trwający nieprzerwanie eksperyment laboratoryjny na świecie. Rozpoczęto go wprawdzie później niż oksfordzki dzwonek elektryczny (1840) i Zegar Beverly (1864), lecz obydwa te eksperymenty prowadzone są z okazjonalnymi krótkimi przerwami.
Eksperyment Parnella początkowo nie był prowadzony w kontrolowanych warunkach, więc lepkość paku zmieniała się wraz ze zmianami temperatury otoczenia. Dopiero po upadku siódmej kropli w 1988 r. zainstalowano w pomieszczeniu klimatyzację. Ustabilizowanie i obniżenie temperatury wpłynęło na wydłużenie kształtu kropli przed oderwaniem się od lejka.
W październiku 2005 r. obydwaj profesorowie, Parnell (pośmiertnie) i Mainstone, otrzymali nagrodę Ig Nobla w dziedzinie fizyki.
Zestaw eksperymentalny jest monitorowany przez trzy kamery internetowe, jest wyeksponowany na widok publiczny na drugim piętrze Budynku Parnella Instytutu Matematyki i Fizyki w kampusie Uniwersytetu Queensland w St Lucia.
Profesor John Mainstone zmarł 23 sierpnia 2013 w wieku 78 lat wskutek udaru po 52 latach pracy w Instytucie. W tym czasie nie zdołał zaobserwować momentu upadku żadnej z kropel paku.

### Przebieg
| Data       | Wydarzenie               | Czas (miesiące) | Czas (lata) |
| ---------- | ------------------------ | --------------- | ----------- |
| 1927       | rozpoczęcie eksperymentu |                 |             |
| 1930       | udrożnienie lejka        |                 |             |
| XII 1938   | spadek pierwszej kropli  | 96–107          | 8,0–8,9     |
| II 1947    | spadek drugiej kropli    | 99              | 8,3         |
| IV 1954    | spadek trzeciej kropli   | 86              | 7,2         |
| V 1962     | spadek czwartej kropli   | 97              | 8,1         |
| VIII 1970  | spadek piątej kropli     | 99              | 8,3         |
| IV 1979    | spadek szóstej kropli    | 104             | 8,7         |
| VIII 1988  | spadek siódmej kropli    | 111             | 9,3         |
| 28 XI 2000 | spadek ósmej kropli      | 148             | 12,3        |
| 17 IV 2014 | spadek dziewiątej kropli | 156             | 13,4        |

Wykresy pokazujące całkowity czas (w miesiącach) między spadnięciami kolejnych kropli (lewy) oraz liczbę miesięcy między oderwaniem się kolejnych kropli (prawy).

## Eksperyment Trinity College w Dublinie
Podobny eksperyment przeprowadzany jest na Trinity College w Dublinie od października 1944. Pierwsza sfilmowana kropla spadła 11 lipca 2013.